# فلوئین
| سامانه/ دوره                                                                               | ردیف/ دور   | اشکوب/ عصر       | سن (میلیون سال پیش) | سن (میلیون سال پیش) |
| ------------------------------------------------------------------------------------------ | ----------- | ---------------- | ------------------- | ------------------- |
| سیلورین                                                                                    | لاندووری    | رودانین          | پس از آن            | پس از آن            |
| اردویسین                                                                                   | بالایی/پسین | هیرنانتین        | ۴۴۳٫۸               | ۴۴۵٫۲               |
| اردویسین                                                                                   | بالایی/پسین | کاتین            | ۴۴۵٫۲               | ۴۵۳٫۰               |
| اردویسین                                                                                   | بالایی/پسین | سندبین           | ۴۵۳٫۰               | ۴۵۸٫۴               |
| اردویسین                                                                                   | میانی       | داریویلین        | ۴۵۸٫۴               | ۴۶۷٫۳               |
| اردویسین                                                                                   | میانی       | داپینگین         | ۴۶۷٫۳               | ۴۷۰٫۰               |
| اردویسین                                                                                   | زیرین/پیشین | فلوئین           | ۴۷۰٫۰               | ۴۷۷٫۷               |
| اردویسین                                                                                   | زیرین/پیشین | ترمادوسین        | ۴۷۷٫۷               | ۴۸۵٫۴               |
| کامبرین                                                                                    | فورونجین    | اشکوب ۱۰ کامبرین | پیش از آن           | پیش از آن           |
| زیربخش‌های سامانه/دوره اردویسین بر پایه تقسیم‌بندی کمیسیون بین‌المللی چینه‌شناسی، در سال ۲۱۰۷. |             |                  |                     |                     |

فلوئین (انگلیسی: Floian) دومین اشکوب دوره اردویسین است که در ستون چینه‌شناسی پس از اشکوب ترمادوسین جای می‌گیرد و به‌همراه آن دور اردویسین پیشین را شکل می‌دهد. پس از فلوئین اشکوب داپینگین از اردویسین میانه است. فلوئین بازه زمانی ۴۷۷٫۷ تا ۴۷۰ میلیون سال پیش را در بر می‌گیرد. مرز زیرین این اشکوب با نخستین پیدایش گونه‌های گراپتولیت شناخته می‌شود.

## نام‌گذاری و پیشینه
نام فلوئین از روستای فلو در وسترگوتلاند واقع در جنوب سوئد گرفته شده است. نام فلوئن در سال ۲۰۰۴ پیشنهاد شد ولی سرانجام کمیسیون بین‌المللی چینه‌شناسی نام فلوئین را به عنوان نام اصلی این اشکوب برگزید.